# لا متانثا دي أثينتيخو
بلدية لا متانثا دي أثينتيخو (بالإسبانية: La Matanza de Acentejo) هي بلدية تقع في مقاطعة سانتا كروث دي تينيريفه التابعة لمنطقة جزر الكناري جنوب غرب إسبانيا.

## الديموغرافيا
بلغ عدد سكان بلدية لا متانثا دي أثينتيخو 8.655 نسمة عام 2011 (وفقاً للمعهد الوطني للإحصاء الإسباني).
| 6.451 | 6.940 | 7.378 | 7.806 | 8.117 | 8.369 | 8.655 |